# Філімоново (Дмитровський міський округ)
Філімо́ново (рос. Филимоново) — селище (колишній присілок) у складі Дмитровського міського округу Московської області, Росія.

## Населення
Населення — 20 осіб (2010; 17 у 2002).
Національний склад (станом на 2002 рік):
- росіяни — 100 %